# Уайттекер, Джозеф
Джозеф Уайттекер (англ. Joseph Whittaker) — британский ботаник, в 1839 году посетивший Австралию. 300 растений из той поездки были привезены в сады Кью, и 2200 засушенных экземпляров — в Музей и художественную галерею Дерби.

## Биография

### Ранние годы
Точная дата рождения Уайттекера неизвестна. Крещён он был 8 февраля 1813 года. Его отец, тоже Джозеф, был чернорабочим, его жену звали Сара.

### Поездка в Австралию
В 1838 году должность Уйаттекера указывается как «садовник». На службе у Джорджа Гоулера, назначенного вторым губернатором Южной Австралии, он вместе с семьёй Гоулера и ещё семью слугами отправился в Аделаиду, куда прибыли 12 октября 1838 года. Далее они совершили четырёхмесячное путешествие через Тенерифе и Рио-де-Жанейро. Прибыв на место, они обнаружили столь плохие условия, что садоводство начало занимать далеко не главный приоритет.
Получил известность коллекцией растений, собранных в окрестностях Аделаиды в Южной Австралии в 1839-40 годах. Во время отпусков он путешествовал по различным местам Южной Австралии, включая реку Муррей, реку Торренс и другие места, собирая гербарий. Уайттекер был первым человеком, всерьёз коллекционировавшим растения Флоро и ряда других регионов.
Уайттекер был в Австралии 19 месяцев, пока 11 апреля 1840 года не отплыл на корабле Кэтрин Стюарт Форбс (Katherine Stuart Forbes) из порта Аделаиды. По пути домой его корабль четырежды делал остановки — на острове Кенгуру, острове Святой Елены, Маврикии и острове Корво Азорских островов. Уайттекер собирал и сушил растения и здесь, пока корабль стоял в этих портах.

### Жизнь в Англии

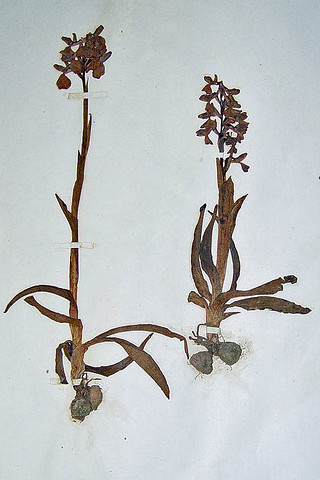
Orchis morio, одно из растений Уайттекера в гербарии Музея Дерби

23 сентября 1840 Уайттекер вернулся в Англию, и к 1844 году продолжил сбор растений. Его деятельность достигла своего пика в 1851-52 годах, имела перерыв около 1867 года. Он собирал в разных частях Дербишира, но он иногда выезжал за пределы округа, в том числе в Булуэлл, Рил и Денби.
К 1846 году он жил в Бредселле в Дербишире, где работал учителем в школе для мальчиков, финансируемой семьёй Харпер-Кру. Оттуда он переписывался с сэром Уильямом Дж. Хукером, директором ботанических садов Кью, в попытке обменять некоторые из своих австралийских и связанных с ними образцы для ряда книг по британской ботанике. Уайттекер собрал около 300 растений, которые в конечном итоге были приобретены Кью. В честь Уайттекера был назван вид росянки Drosera whittakeri.
В феврале 1847 Уиттакер был избран членом Ботанического общества в Лондоне. Впоследствии он вступил в Botanical Exchange Club и, наконец, в Botanical Locality Record Club. К 1847 году он накопил достаточно ботанической информации для публикации «списка редких растений, найденных в окрестностях Бредселла, Дербишир». Публикация содержит смесь редких и относительно популярных видов, и даёт хорошее представление о ботаническом разнообразии области в то время.
В конце 1850-х годов Уайттекеры жили в маленькой деревне Морли близ Дерби в Ферриби Брук. Жену Джозефа звали Мэри. Джозеф продолжал преподавать, принимая в своих классах до 12 учеников, уже, как правило, закончивших школу, в возрасте от 8 до 18 лет. Здесь он создал большую коллекцию живых растений. Местные садоводческие группы сообщали, что он выращивал более 1300 различных видов. В 1864 году он опубликовал работу о локальном вымирании Cypripedium calceolus. К 1871 году он уже был не учителем, а «сеятелем и флористом». В 1881 году он описывается уже как «разводчик и фермер», с двумя слугами, живущими в его доме, и 25-летним Уильямом Уайтхедом, который стал партнёром в его деле.
В конце 1880 годов Уайттекер предоставил помощь Уильяму Ханту Пейнтеру для публикации книги о флоре Дербишира.
Уайттекер умер 2 марта 1894 года; мемориальная гравированная латунная доска была установлена по популярной подписке в церкви святого Матфея, где он был церковным старостой и где был похоронен.